# Пумп, Карстен
Карстен Пумп (17 сентября, 1976, Дрезден) — немецкий биатлонист. Трёхкратный чемпион Европы по биатлону. Входил в национальную сборную Германии. Выступал на этапах кубка мира. Наилучший результат — 3-е место в спринте в Контиолахти.

## Кубок мира
- 2002—2003 — 77-е место
- 2005—2006 — 50-е место
- 2006—2007 — 46-е место
- 2007—2008 — 34-е место